# Kościół św. Barbary w Otovicach
Kościół św. Barbary w Otovicach – zabytkowy kościół i ogrodzenie wybudowane miejscowości Otovice, położonej w Czechach,  w kraju hradeckim, w Sudetach Środkowych; należy do broumovskiej grupy kościołów.

## Historia
Pierwotnie w miejscu kościoła znajdowała się kaplica z drewna. Barokowy kościół pw. św. Barbary wzniesiono według projektu Krzysztofa Dientzenhofera w latach 1725-1727-1750 na planie owalu złożonego z siedmiu kapliczek o półkolistym kształcie. Nad głównym wejściem jest tablica z sentencją w j. łac. GLORIOSÆ VIRGINI ET M DIVÆ BARBARÆ SACRAVIT 1726 O.A.B [Otmarus Abbas Braunensis] (Chwalebnej dziewicy Barbarze własnoręcznie poświecił O.A.B), gdzie O oznacza Othmara Zinke (1700–1738), a kolejne litery AB (Abbas Braunensis) - Opata Broumovskiego. Rok 1726 to data poświęcenia świątyni. Obok znajduje się pomnik upamiętniający poległych mieszkańców, żołnierzy I i II wojny światowej, według projektu Emila Schwandtnera.

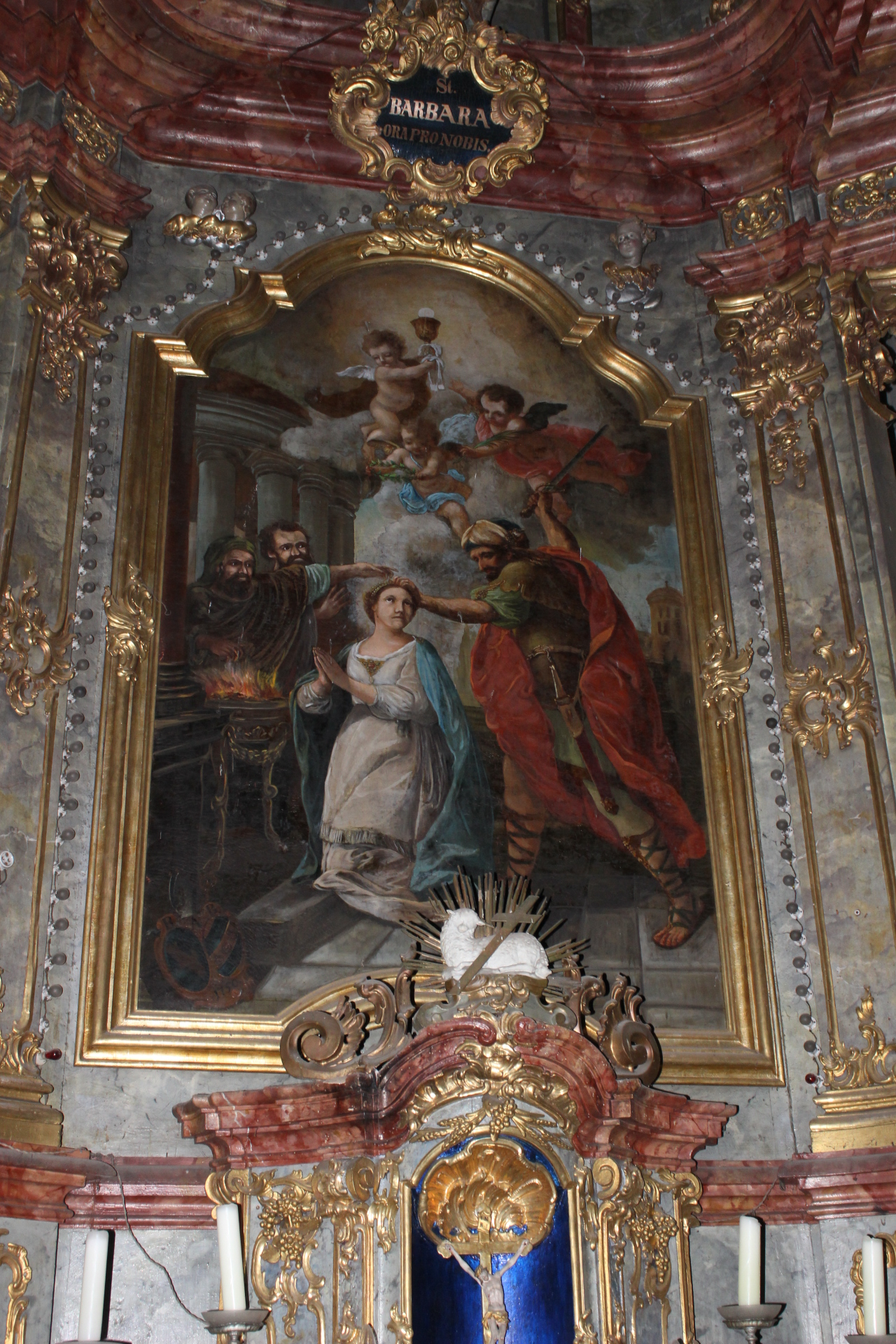
Ołtarz główny
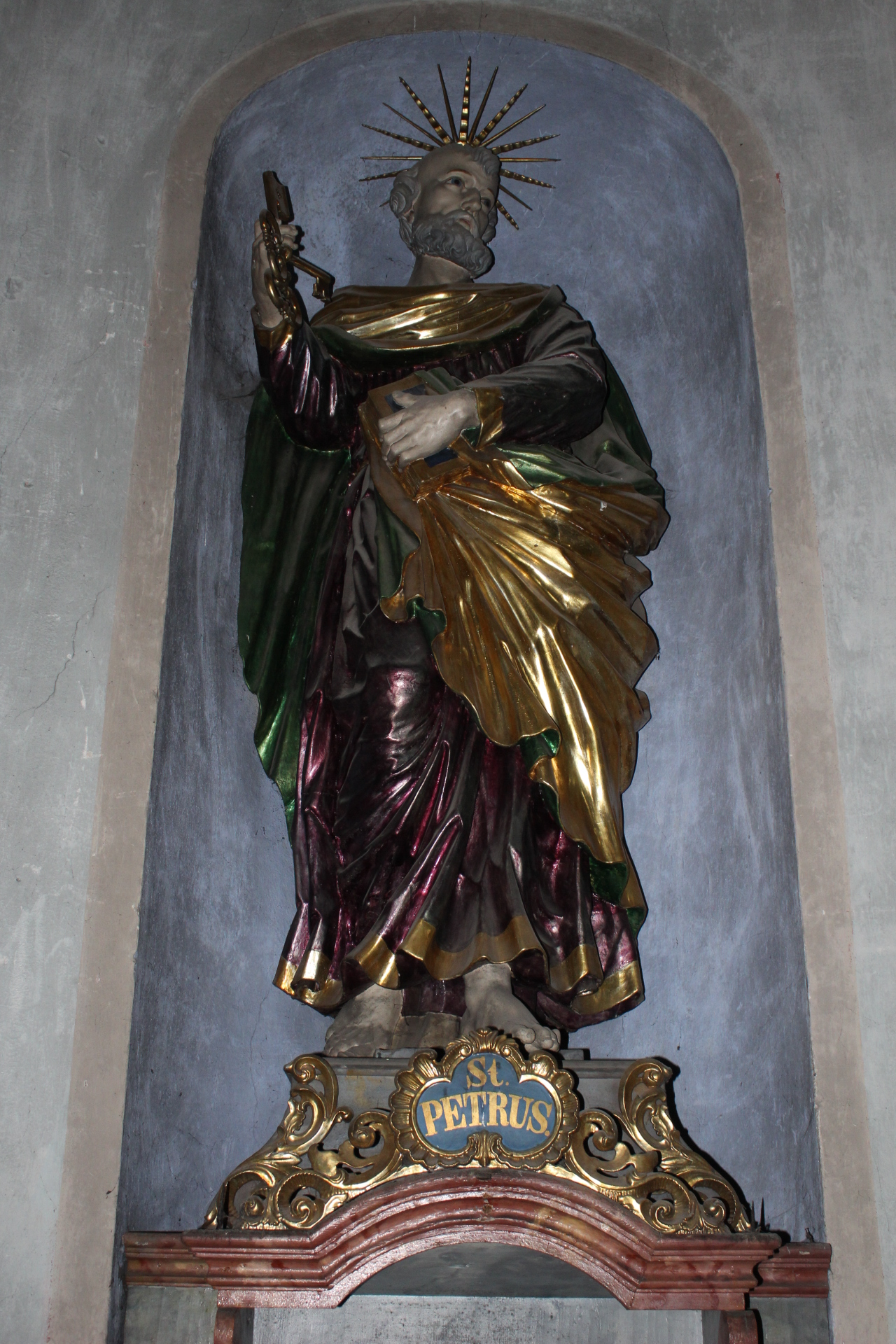
Święty Piotr
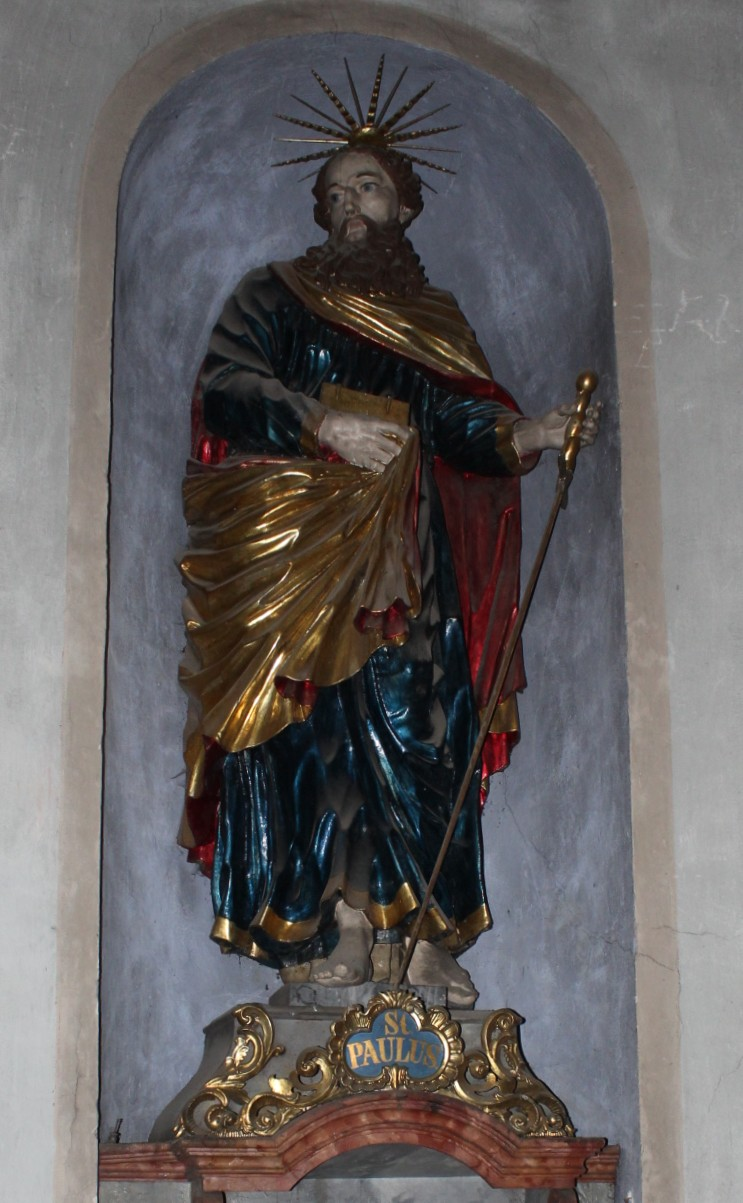
Święty Paweł
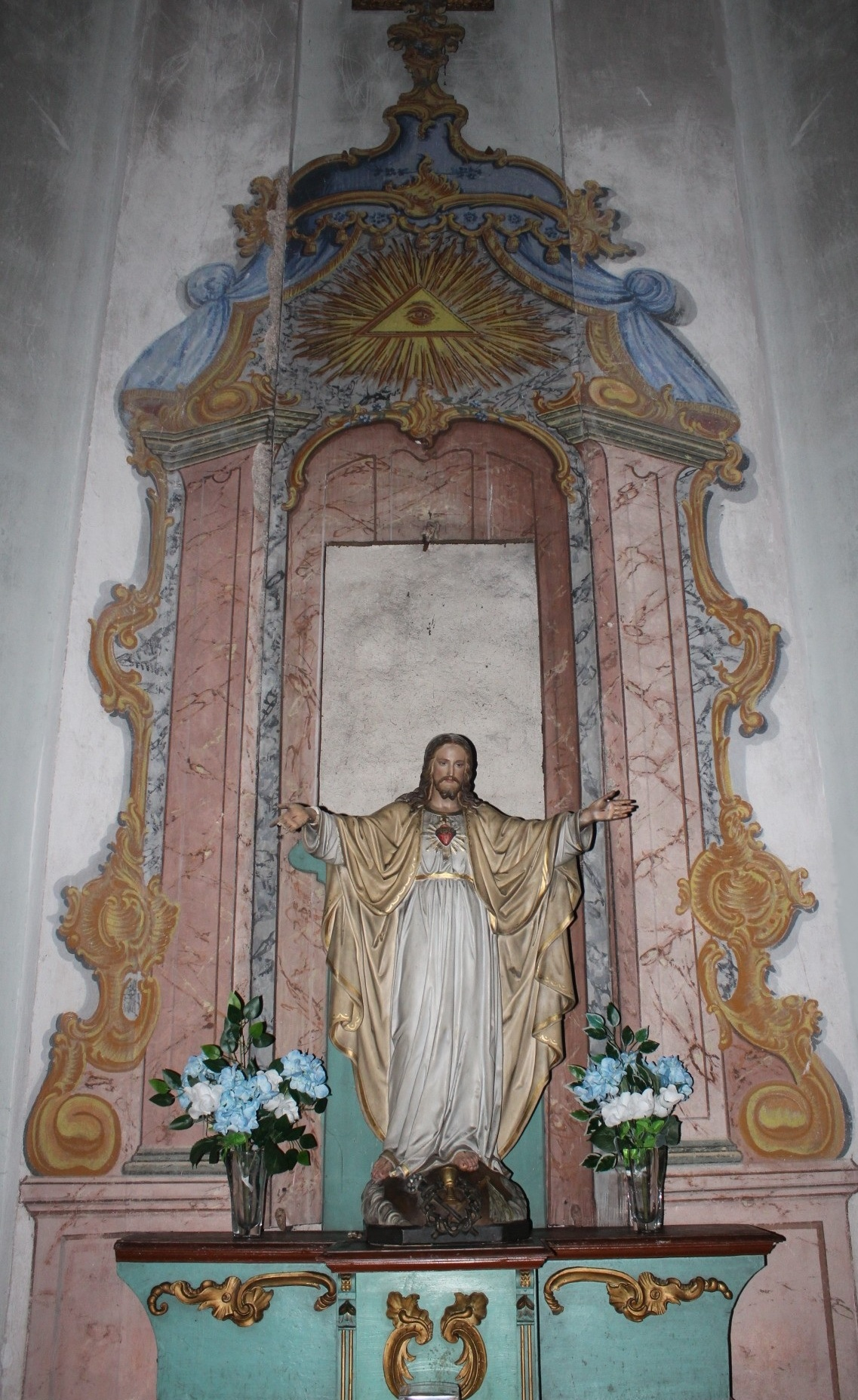
Ołtarz iluzoryczny
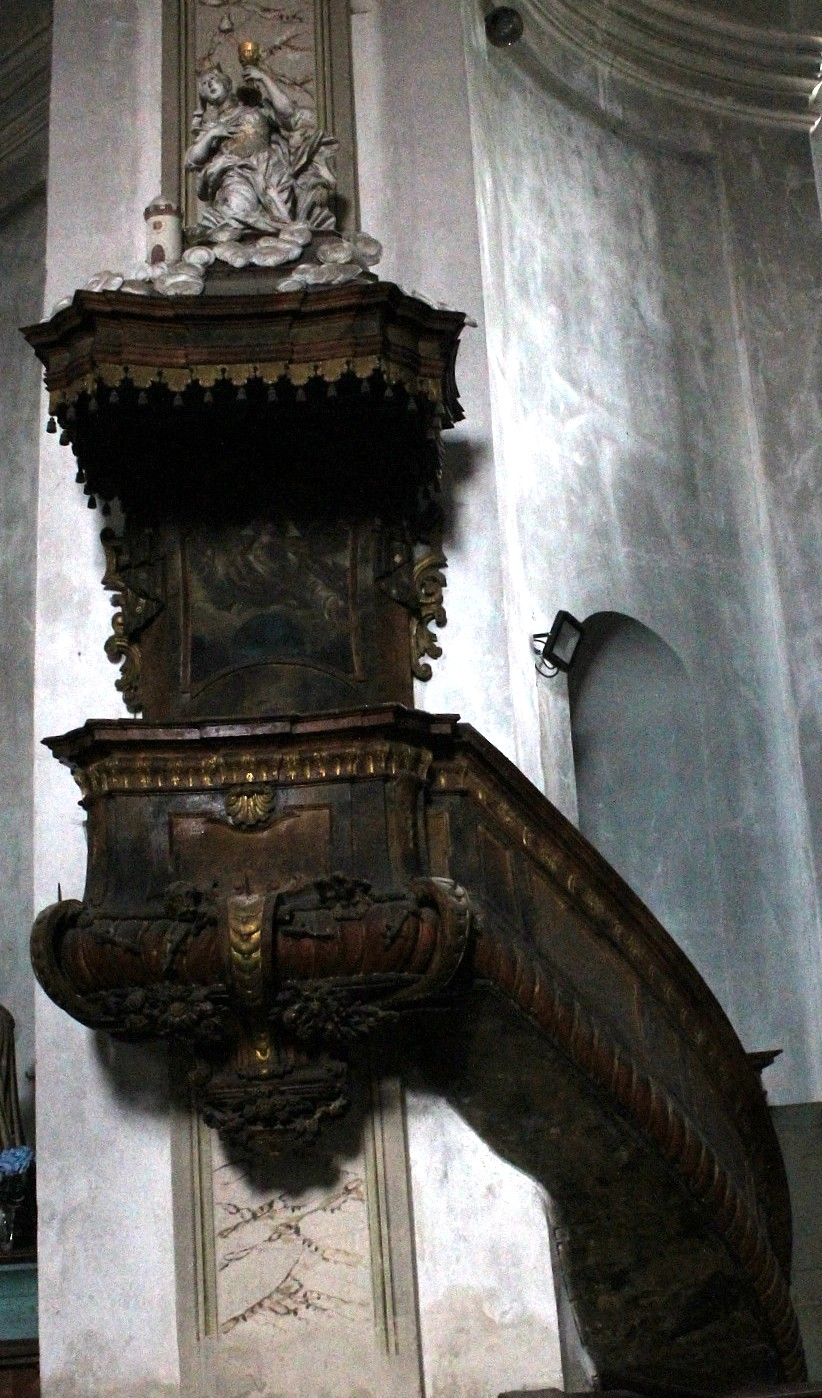
Ambona
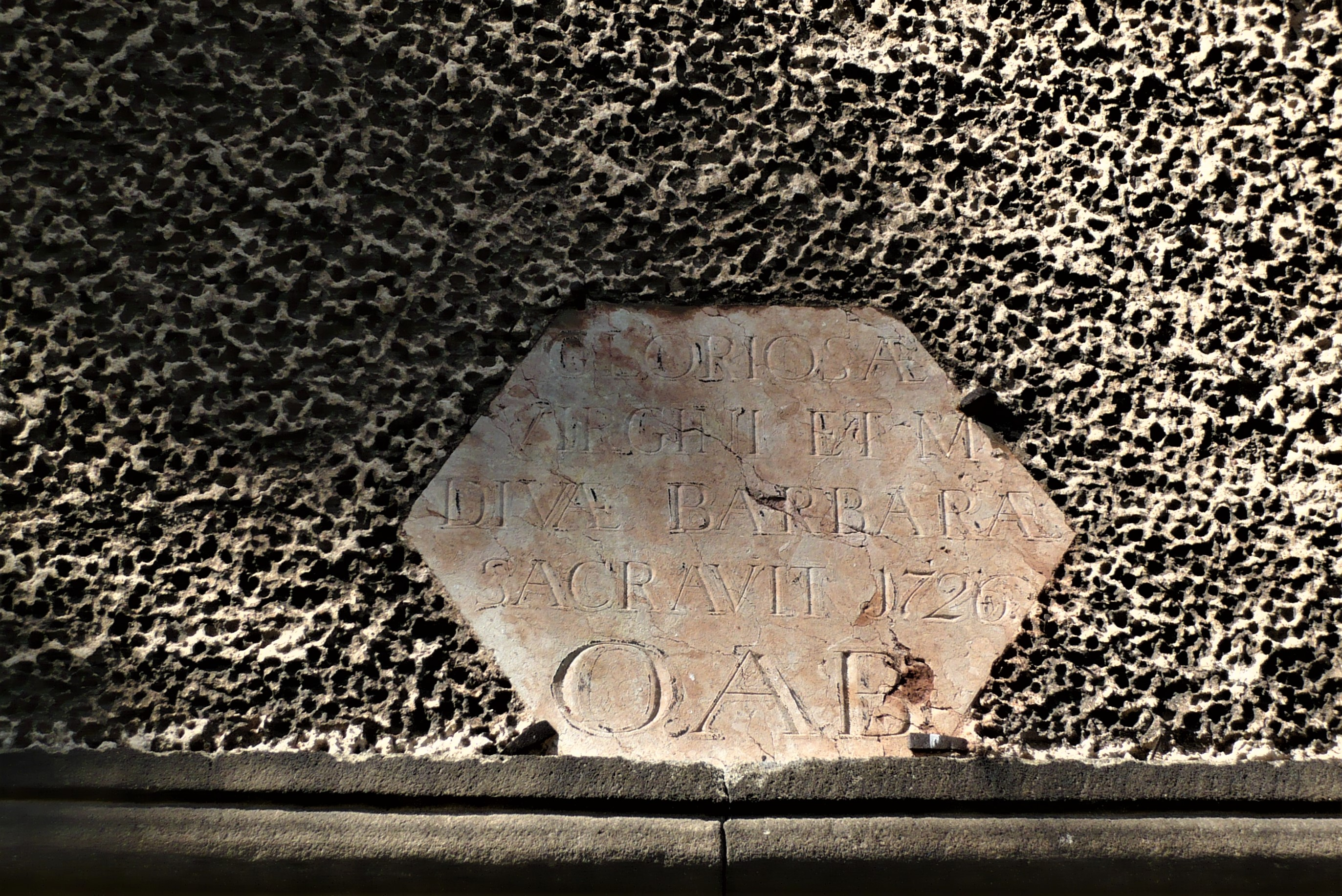
Tablica z datą 1726
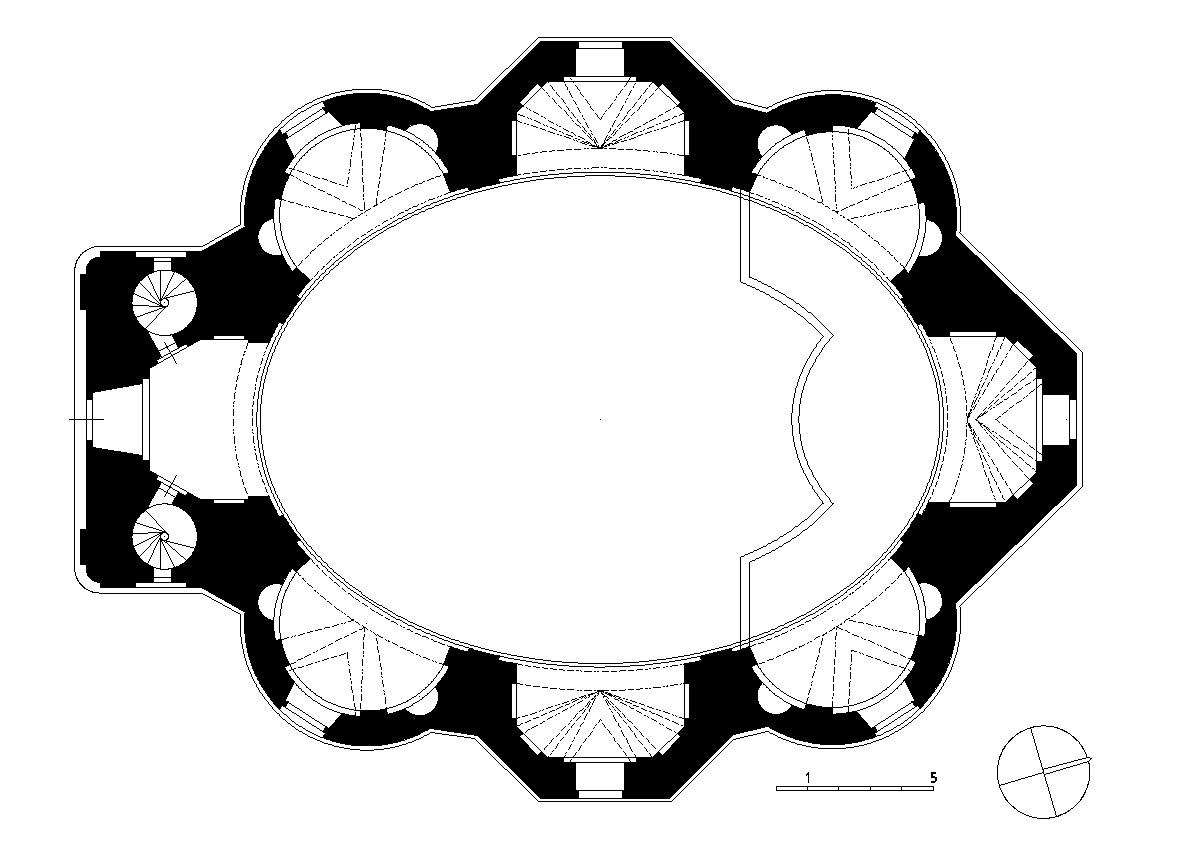
Schemat
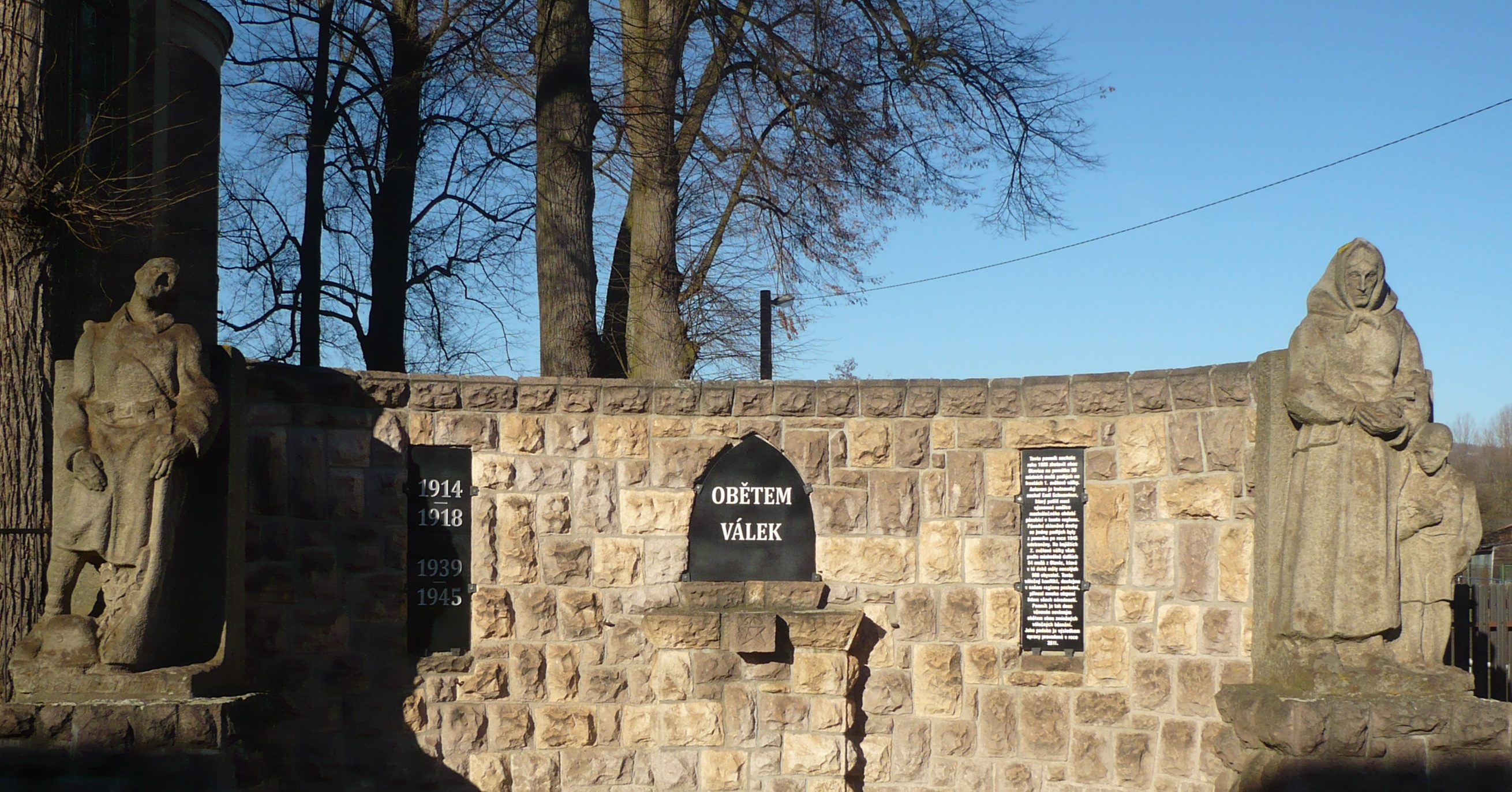
Pomnik obok kościoła
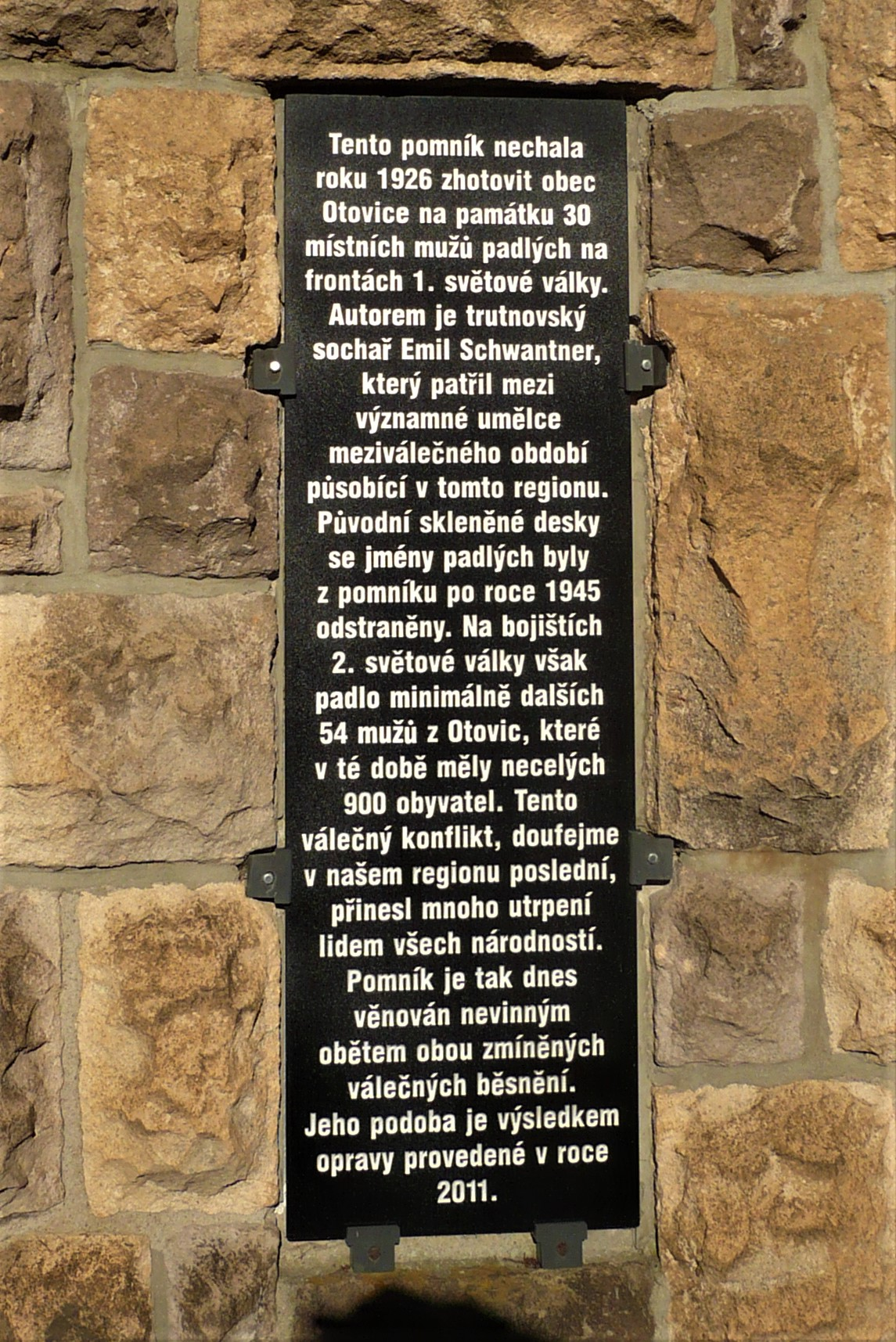
Tablica na pomniku